# Sphaeralcea coulteri
Espèce
Sphaeralcea coulteri est une espèce végétale de la famille des Malvaceae, originaire du continent nord-américain.

## Description morphologique

### Appareil végétatif
Cette plante érigée aux tiges grêles mesure entre 20 et 150 cm de hauteur. Les feuilles, fines et couvertes d'un duvet grisâtre, de 1,3 à 3,1 cm de longueur. Elles sont ovales ou un peu arrondies, et ont une marge festonnée, entière ou dotée de quelques lobes peu profonds

### Appareil reproducteur
La floraison a lieu entre janvier et mai.
Les fleurs, de couleur orange ou rouge-orangé, mesurent de 2 à 2,5 cm de diamètre. La corolle présente 5 pétales et l'androcée de nombreuses étamines jointes pour former un tube autour du pistil.

## Répartition et habitat
Cette plante vit dans les plaines sableuses des déserts du sud-ouest des États-Unis et du nord-ouest du Mexique. La limite nord de son aire de répartition va du sud-est de la Californie au sud de l'Arizona.